# 扶沟县
扶沟县，是中华人民共和国河南省周口市下辖的一个县。面积1163平方公里，总人口約56万人。县人民政府驻城关镇。

## 行政区划
扶沟县下辖2个街道办事处、8个镇、6个乡：
桐丘街道、扶亭街道、崔桥镇、江村镇、白潭镇、韭园镇、练寺镇、大新镇、包屯镇、汴岗镇、曹里乡、柴岗乡、固城乡、吕潭乡、大李庄乡和城郊乡。

## 人口
根据(河南省)周口市第七次全国人口普查公报显示：扶沟县常住人口为553830人，男性人口占比50.06%，女性人口占比49.94%，年龄结构中0-14岁占比22.32%，15-59岁占比55.55%，60岁以上占比22.13%，65岁以上占比16.71%。
截至2021年末，扶溝縣常住人口為55.87萬人，是周口市常住人口最少的縣。

## 交通
- 311国道过境。
- 郑阜高速铁路设扶沟南站。